# HTC One
Das HTC One (Codename M7) ist ein Smartphone von HTC und besitzt einen 1,7 Gigahertz Qualcomm Snapdragon 600 (APQ8064T) Quad-Core-Prozessor mit 2 GB RAM. Der 4,7 Zoll (~11,9 cm) große Bildschirm löst mit 1920 × 1080 Pixeln auf und ist mit einem Gorilla Glass der 2. Generation geschützt.
Das Betriebssystem ist Android 4.1.2 mit der Benutzeroberfläche HTC Sense 5.0, ein Update auf Android 4.4.3 („KitKat“) und HTC Sense 6.0 ist per Over-the-Air-Update verfügbar. Die Aktualisierung auf Android 5.0.2 „Lollipop“ erschien im Februar 2015 und soll das letzte große Update sein.
Der Nachfolger, das HTC One (M8), wurde im März 2014 angekündigt, der Verkaufsstart begann Anfang April 2014.

## Eigenschaften

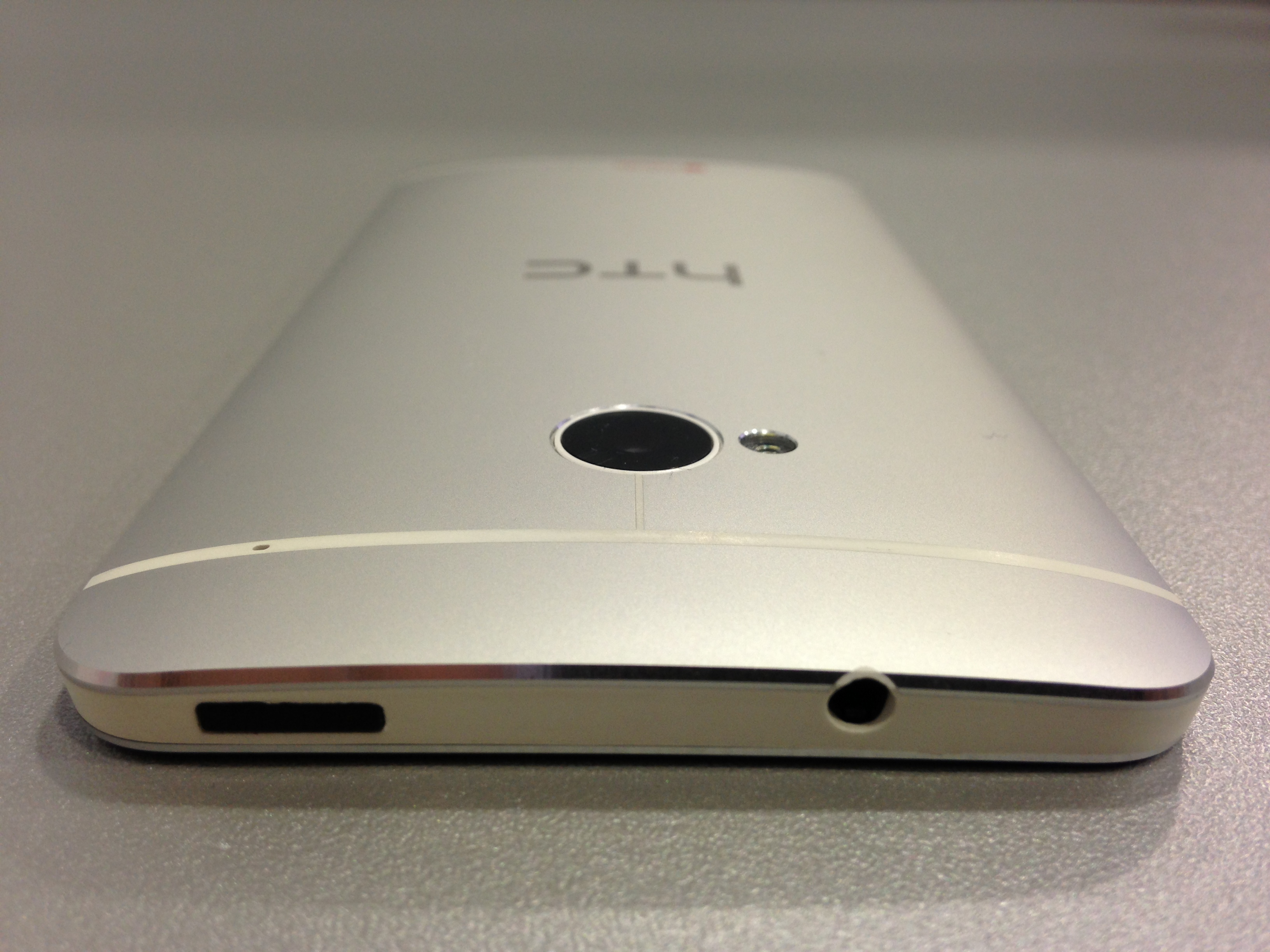
Rückseite

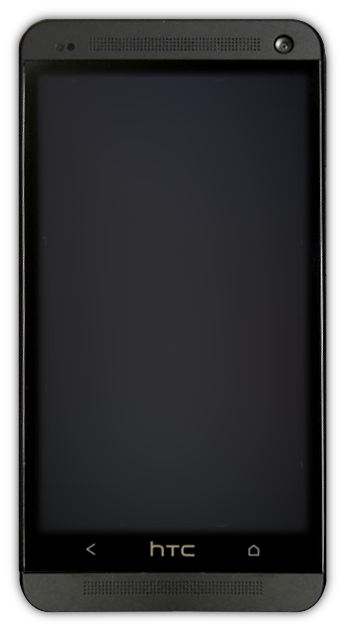
HTC One in schwarz

Als Betriebssystem kommt eine angepasste Android-Variante zum Einsatz, bei welcher HTC die Sense-Oberfläche verwendet.
Der Homescreen ist dabei in drei Teile aufgeteilt:
- Im oberen Drittel werden das Wetter und die Uhrzeit angezeigt.
- Der Hauptteil besteht aus dem sogenannten Blink Feed (dieser Name soll vermitteln, dass bei jedem Blinzeln neue Nachrichten auf dem Homescreen zu sehen sind).
- Ein kleinerer Teil am unteren Bildschirmrand zeigt die Schnellzugriffsleiste.

Die rückwärtig belichtete UltraPixel-Kamera mit 4,1 Megapixel und einem zweiachsigen Bildstabilisator kann auch Full-HD-Videos aufnehmen. Zudem sind HDR-Videoaufnahmen mit 60 fps möglich. HTC verringerte bewusst die Megapixel-Zahl, um die Sensorfläche pro Pixel und damit das eingefangene Licht pro Pixel zu erhöhen, was eine höhere Bildqualität bringen soll, besonders unter schlechten Lichtbedingungen. Die Frontkamera (2,1 Megapixel) ermöglicht Videotelefonie und Full-HD-Videoaufnahmen. Das Gehäuse besteht fast ausschließlich aus eloxiertem Aluminium. Fugen aus Polycarbonat verbergen die Antennen, die nicht durch das Aluminium abgeschirmt werden dürfen. Die Seiten sind ebenfalls mit Polycarbonat gefüllt. Es misst am Rand nur rund 4 mm; an der dicksten Stelle 9 mm. Der Akku ist nicht herausnehmbar und es gibt keine Speichererweiterungsmöglichkeiten. Der Ein- und Ausschalter fungiert gleichzeitig als lernbare Infrarot-Fernbedienung für die meisten Infrarot-Geräte. Das Telefon funkt auf allen in Deutschland relevanten LTE-Frequenzen.
Das HTC One erschien am 15. März 2013 im Handel.

### Modellvarianten
Hard- und Software-Varianten des HTC One wurden in verschiedenen Regionen herausgebracht.

#### Mini- und Max-Varianten
Es gibt auch eine mini- und Max-Variante mit abweichender Größe und Ausstattung.

#### Developer Edition
In limitierter Auflage wurde in den USA eine „Developer Edition“ des HTC One mit einer Speicherkapazität von 64 GB herausgebracht, das seit dem 19. April 2013 exklusiv auf der HTC-Website verkauft wurde. Diese Variante ist mit einem offenen Bootloader versehen, der für Entwicklung und Installation von Custom-ROMs benutzt werden kann. Es unterstützt die meisten GSM-Netze und ist damit auch außerhalb der USA benutzbar. Für dieses Modell steht seit April 2015 ein Update auf Android 5.1 zur Verfügung.

#### Google Play Edition
Am 30. Mai 2013 wurde eine HTC One Google Play Edition vorgestellt, welches seit dem 26. Juni 2013 ausschließlich im amerikanischen Google Play Store verkauft wurde. Es besitzt ein klassisches Android 4.2.2 als Betriebssystem, welches, wie auf Nexus-Geräten, nicht durch eigene Benutzeroberflächen etc. verändert wurde. Daraus ergibt sich der Vorteil, dass sämtliche Updates ohne Wartezeit für die Anpassung an das Gerät von Google kommen.

#### Chinesische Variante
Die chinesische Variante des HTC One ist seit Ende April 2013 ausschließlich bei den chinesischen Mobilfunkanbietern China Unicom, China Telecom und China Mobile erhältlich. Anders als bei der internationalen Variante ist die Rückseite abnehmbar. Außerdem besitzt es einen microSD-Schacht sowie zwei SIM-Karten-Schächte (Dual-SIM-Handy).

#### Japanische Variante
Die japanische Variante des HTC One (HTC J One HTL22) wurde vom japanischen Anbieter KDDI im Mai 2013 vorgestellt. Sie ist weitgehend identisch mit der chinesischen Variante. Einziger Unterschied ist die integrierte FeliCa-NFC-Bezahlung.

#### Dual-Sim-Variante
Es gibt auch eine Dual-Sim-Variante, welche mit zwei Simkarten gleichzeitig betrieben werden kann. Diese ist jedoch nicht für den deutschen Markt gedacht und bietet somit keine Unterstützung für LTE in Deutschland.

## Rezeption und Kritik

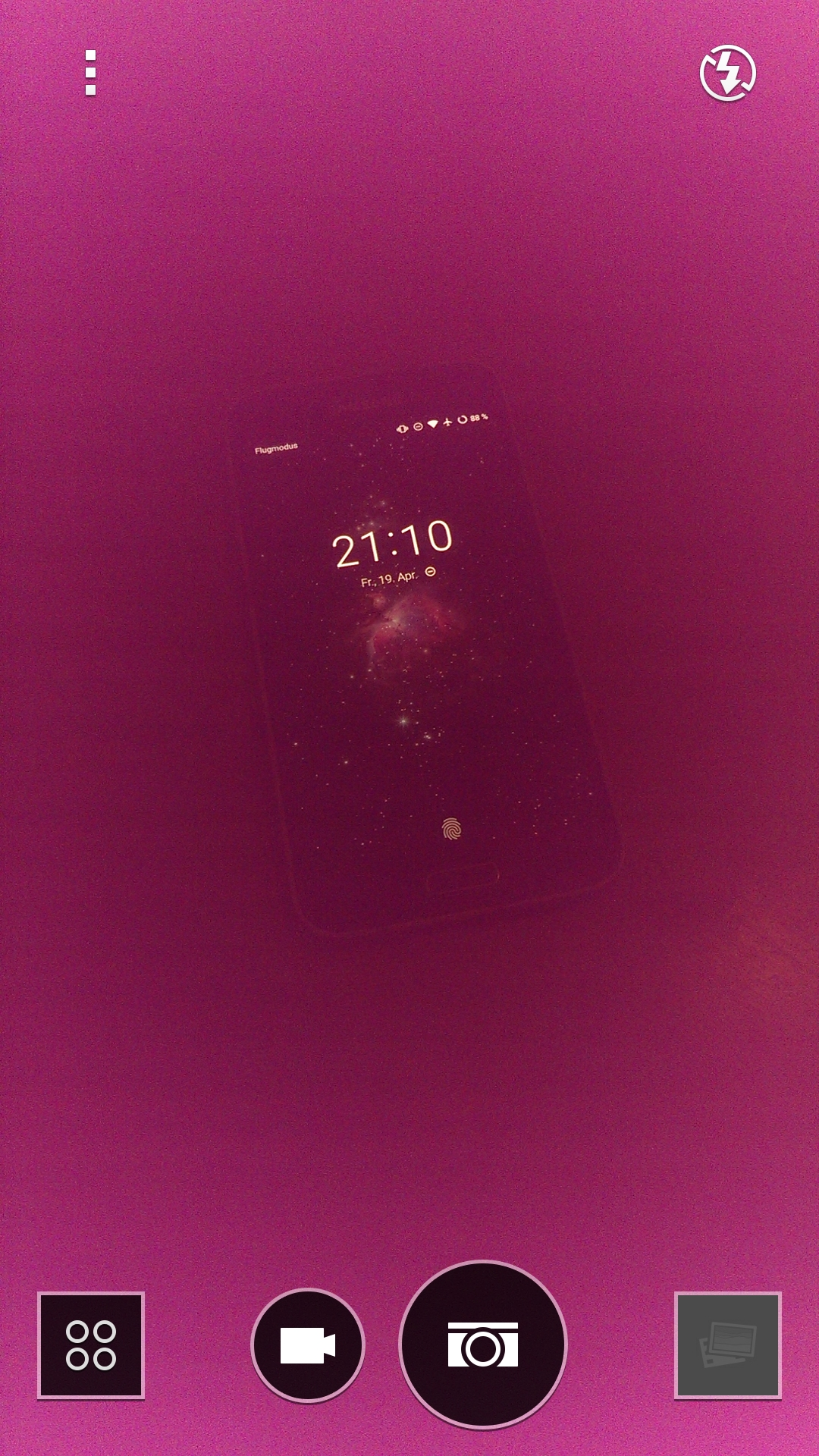
Rosastich der HTC One M7 Hauptkamera

Viele der ersten Besitzer eines HTC One klagten über Spaltmaße zwischen Aluminium und dem Plastikrahmen und unsaubere Verarbeitung des Rahmens. Diese Probleme traten vor allem bei dem silbernen Modell auf, sind bei späteren Geräten aber nur noch selten. Ein weiterer weit verbreiteter Serienfehler, der durch eine fehlerhafte Hitzeisolierung des Kameramoduls hervorgerufen wird, ist der sogenannte „Lila-Stich“, der ausschließlich bei der rückseitigen Kamera auftritt und bewirkt, dass alle erstellten Bilder stark verfälscht werden. Der Fehler kann nur durch eine Reparatur behoben werden, zu der das Smartphone eingesandt werden muss. Zudem wird auch von Temperaturproblemen des Geräts berichtet und der partielle Ausfall des Touchscreens sowie Pixelfehler und Verfärbungen des LCD-Bildschirms werden beklagt.
Die Firma iFixit, die sich auf Reparaturen von Elektrogeräten spezialisiert und entsprechende Anleitungen bereitstellt, kritisierte am HTC One, dass es – wie viele moderne Hightech-Geräte – selbst von Profis ohne Spezialwerkzeug kaum ohne Beschädigungen zu reparieren ist. Sowohl Akku als auch Display können erst nach Entfernung des Gehäuses ausgetauscht werden.
In zahlreichen Vergleichstests schnitt das HTC One sehr gut ab und wurde von vielen Seiten als eines der besten Android-Smartphones auf dem Markt bezeichnet. Manche Tests sprachen bei Erscheinen sogar vom „vermutlich besten Smartphone, das man derzeit kaufen kann“.
Das HTC One verkaufte sich jedoch nicht hervorragend. The Wall Street Journal berichtete, dass in den ersten 3 Monaten 5 Millionen Geräte verkauft wurden. Das iPhone 5 benötigte beispielsweise nur 3 Verkaufstage, um 5 Millionen Geräte verkaufen zu können. Mark Woodward, Präsident von HTC Amerika, meinte jedoch, dass der Verkaufsstart des HTC One der wohl erfolgreichste in der Geschichte des Unternehmens gewesen sei.